# Avenida Donato Álvarez (Córdoba)
La Avenida Donato Álvarez es una importante avenida del noroeste de la ciudad de Córdoba (Argentina). Su numeración va del 6300 al 9800.
Esta, en parte, es la ruta provincial E-54 e integra la Red de Accesos de la Ciudad de Córdoba ya que comunica Córdoba con las localidades de Villa Allende, Mendiolaza, Unquillo y Río Ceballos, en el Gran Córdoba.

## Toponimia
La avenida debe su nombre a Donato Álvarez, quien fuera militar argentino, que participó en las guerras civiles de su país, en las luchas contra los indígenas y en la Guerra del Paraguay.

## Recorrido
La avenida inicia con la nomenclatura 6300, a la altura del CPC Argüello, en el cruce de las avenidas Rafael Núñez y Ricardo Rojas. Cruza la traza del Tren de las Sierras para luego correr paralela a ella durante 500 metros, donde una curva desvía su traza hacia el norte por otros 500 metros, y nuevamente se desvía tomando su curso hacia el noroeste. Luego de 3 km de recorrido, llega al límite municipal entre Córdoba y Villa Allende, a la altura de calle Maiten, para pasar a llamarse Avenida Goycoechea.

## Recorridos sobre su traza
Además de las líneas interurbanas, las líneas urbanas que se mencionan a continuación no recorren totalmente la avenida, pero si lo hacen en gran parte del trayecto.
| Corredor | Líneas                           |
| -------- | -------------------------------- |
|          | - Línea 11 - Línea 12 - Línea 15 |